# Formatgeria

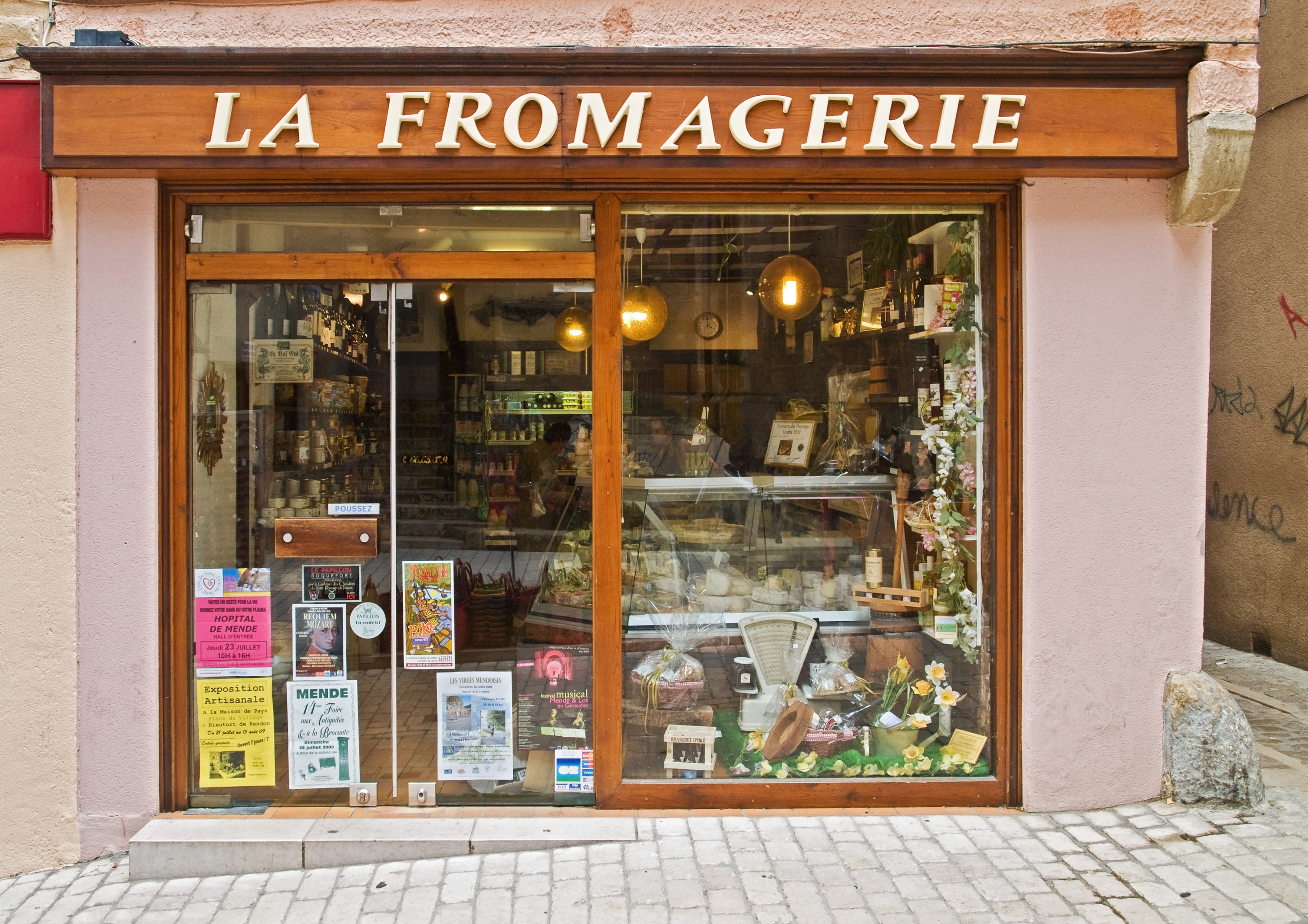
Formatgeria a França, botigueta especialitzada en la venda de formatge

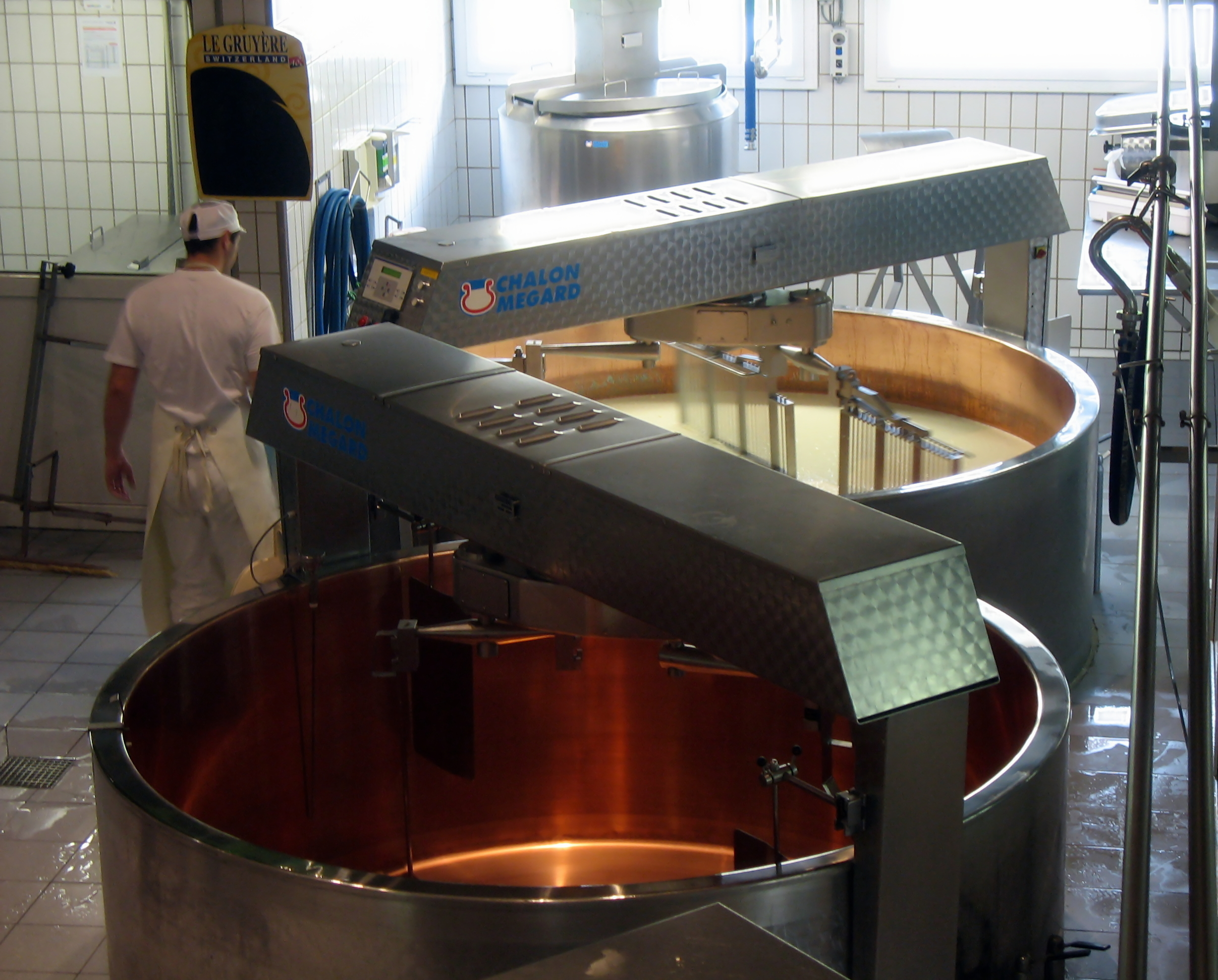
Fabricació de formatge en una formatgeria de Gruyères, a Suïssa

Una formatgeria és una botiga especialitzada en la venda de formatges. També es denomina formatgeria l'indret on es fabriquen els formatges, que pot anar d'una fàbrica industrial fins a un petit artesà dedicat a la fabricació d'aquest producte.